# Kölner Schule (Architektur)

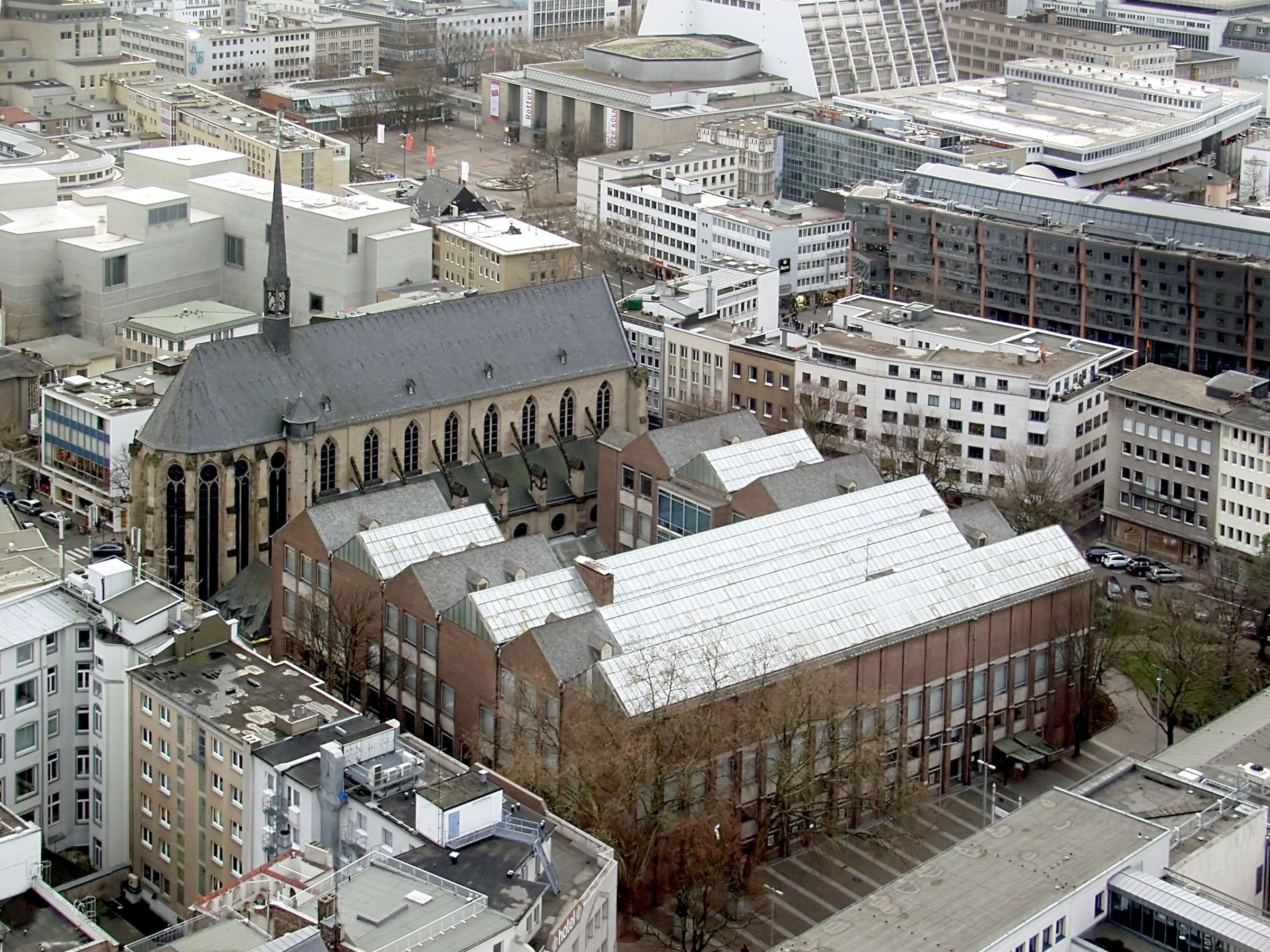
Vordergrund: Museum für Angewandte Kunst (Köln), direkt dahinter anschließend die Minoritenkirche. Hintergrund links. Kolumba (Museum), Hintergrund rechts: Opernhaus. Aufgenommen vom Südturm des Kölner Domes.

Als „Kölner Schule“ wird im Rückblick die tonangebende Architekten-Szene um Rudolf Schwarz im kriegszerstörten Köln bezeichnet. Sie geht aus der Wiederaufbaugesellschaft Köln hervor, die Rudolf Schwarz von 1946 bis 1952  im Auftrag von Oberbürgermeister Hermann Pünder als Generalplaner leitet, und hat den Wiederaufbau wie die städtebauliche Entwicklung Kölns mit dem Leitbild der Doppelstadt als rhizomartige, elastische Stadtlandschaft bis heute wegweisend geprägt.

## Merkmale
Abgesehen von den Erfahrungen von Schwarz als Landesplaner und Emil Steffann in Lothringen während des Krieges ist die Kölner Schule grundlegend beeinflusst von der ortgerechten Städtebau- und dinggerechten Werklehre der Aachener Schule wie sie sich aus der Kunstgewerbeschule Aachen, die Schwarz von 1927 bis 1934 leitet, und der Erneuerung der Architekturlehre der RWTH Aachen mit Berufung von René von Schöfer 1925 entwickelt.
Die Trümmer und Ruinen der Nachkriegszeit sind für die Kölner wie der Aachener Schule Reste einer Baugeschichte, die als Quellen und Anregungen für ein fortschreitendes Baugeschehen anzunehmen und maßvoll weiterzuentwickeln sind: Aus ihrem fachlichen Austausch und ihrer Freundschaft entstehen neue Bau- und Kunstauffassungen, die u. a. auch auf dem liberalen rheinischen Katholizismus gründen, zum einen das Alte bewahren und zum anderen sich der Gegenwart nicht verschließen will. Mit zurückhaltend wirkenden Bauten oft aus wiederverwendeten Trümmermaterial werden wichtige Gebäude im Rahmen der Schwarz’schen Bauleitpläne wieder aufgebaut oder neu errichtet und die großspurigen zum Teil bereits verwirklichten Planungen aus der Zeit des Nationalsozialismus geschickt mit der durch Wilhelm Riphahn zurückgebauten Hahnenstraße und der Nord-Süd-Fahrt, dem Konzept der autogerechten Stadt, in der frühen Nachkriegszeit neu konzipiert. Die romanischen Kirchen, das historische Rathaus und der Gürzenich-Festsaal mit der anschließenden, 1959 eingeweihten Gedenkstätte Alt. St. Alban werden einfühlsam mit Rücksicht auf die historische Form wiederaufgebaut.
Dombaumeister Willy Weyres baut den kriegszerstörten Kölner Dom wieder auf und begründet mit der Kölner Schule den weltweit beachteten Kirchenbau der Nachkriegsmoderne im Rheinland.

## Mitglieder
Der Architekten-Szene der Kölner Schule um Rudolf Schwarz und Emil Steffann gehören neben Josef Bernhard, Karl Band, Wilhelm Riphahn, Hans Schilling, Fritz Schaller, Gottfried Böhm auch Helmut Goldschmidt und Oswald Matthias Ungers, deren Mitarbeiter und Projektpartner Karl Wimmenauer, Heinz Bienefeld, Günter Kleinjohann,  Nikolaus Rosiny, Gisberth Hülsmann, Paul Georg Hopmann, Eugen Weiler, die Bildhauer Kurt Schwippert, Elmar Hillebrand, Theo Heiermann, Paul Nagel, Jochem Pechau, Hans Karl Burgeff, Karl Matthäus Winter, aus dem Umkreis der Aachener Schule Maria Schwarz, Rudolf Steinbach, Hans Schwippert und aus Düsseldorf Josef Lehmbrock wie die Bildhauer Erwald Mataré mit Erwin Heerich und Joseph Beuys an.
Die 1947 von Alfons Leitl gegründete Zeitschrift Baukunst und Werkform bot ihnen ein öffentliches Forum für inhaltliche Auseinandersetzungen. Hier wurden u. a. die von Schwarz eingeleitete Bauhaus-Debatte 1953 und der Düsseldorfer Architektenstreit ausgetragen.